# Cirrhitichthys calliurus
Cirrhitichthys calliurus är en fiskart som beskrevs av Regan, 1905. Cirrhitichthys calliurus ingår i släktet Cirrhitichthys och familjen Cirrhitidae. Inga underarter finns listade i Catalogue of Life.